# Dorfkirche Steckelsdorf

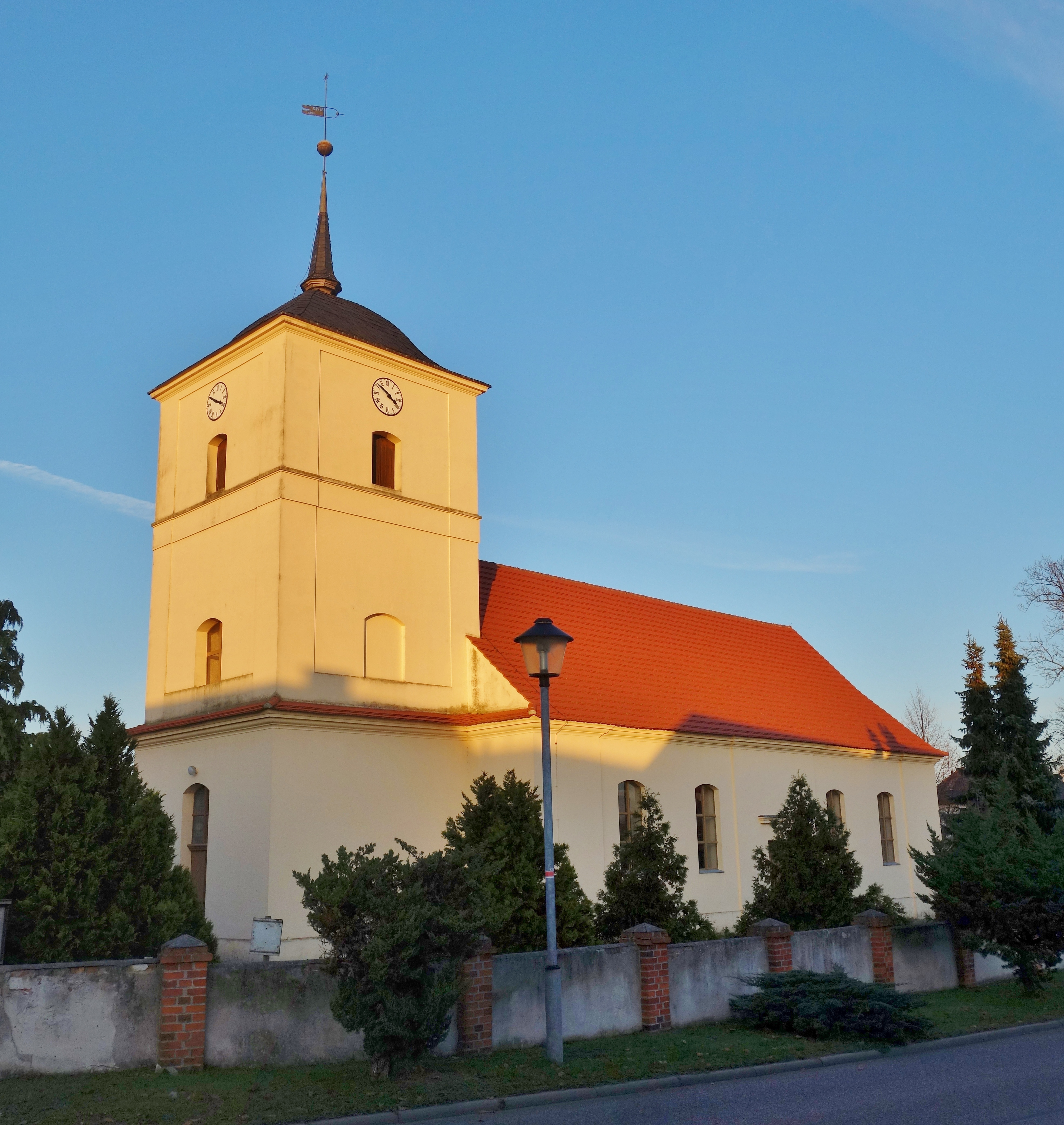
Dorfkirche Steckelsdorf

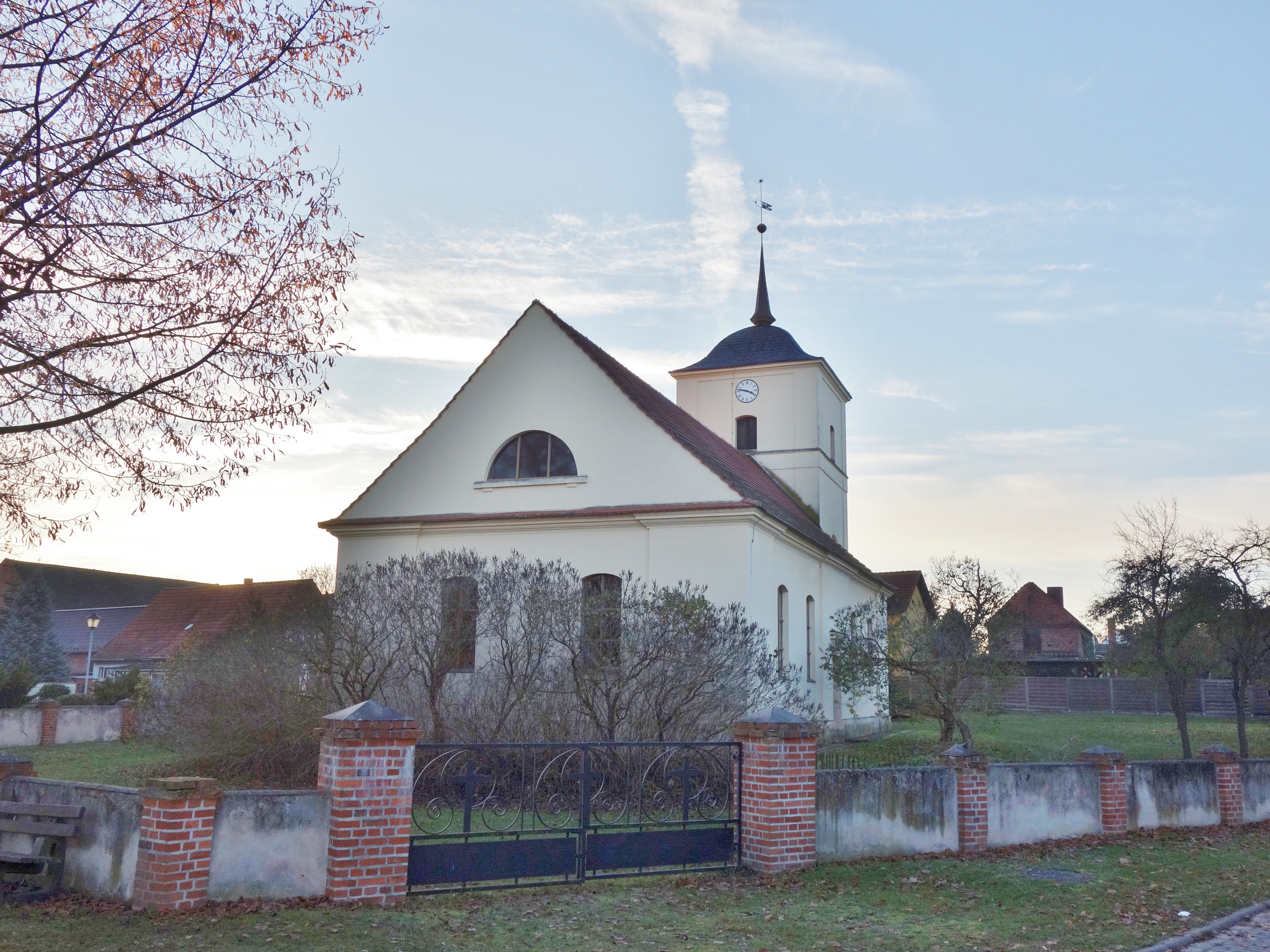
Ansicht von Osten

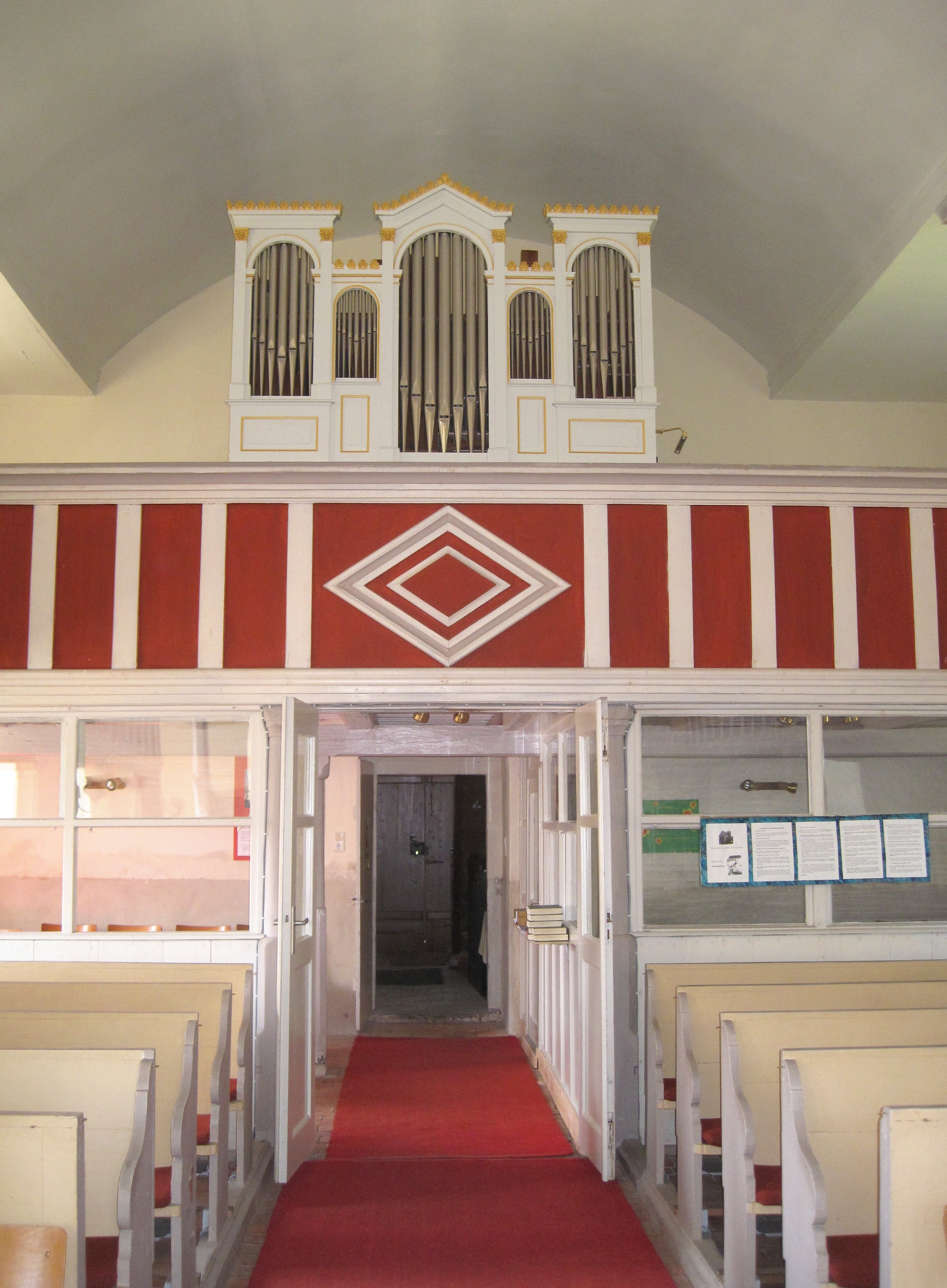
Innenansicht nach Westen mit Orgel

Die evangelische Dorfkirche Steckelsdorf ist eine ursprünglich barocke, klassizistisch erneuerte Saalkirche im Ortsteil Steckelsdorf von Rathenow im Landkreis Havelland in Brandenburg. Sie gehört zur Evangelischen Hoffnungskirchengemeinde im Elb-Havel-Winkel im Kirchenkreis Nauen-Rathenow der Evangelischen Kirche Berlin-Brandenburg-schlesische Oberlausitz.

## Geschichte und Architektur
Dir Kirche Steckelsdorf ist ein verputzter Saalbau des 18. Jahrhunderts, der nach einem Großbrand der Kirche und des Dorfes im Jahr 1822 wiederaufgebaut wurde. Im Jahr 2006 wurde eine Sanierung abgeschlossen. Der kräftige quadratische Westturm schließt mit flacher Schweifhaube und schlanker Spitze ab. Die Fassaden sind durch zarte Putzbänder gegliedert, die Öffnungen stichbogig. Das Innere wird durch ein hölzernes Flachtonnengewölbe abgeschlossen.

## Ausstattung
Die schlichte Ausstattung mit dreiseitiger Empore, Gestühl, Loge, hölzerner Taufe und Kanzelaltar stammt aus der Bauzeit. Der Altar ist mit polygonalem Korb und seitlichen Durchgängen zwischen vier hölzernen, die Decke stützenden Säulen gestaltet. Die Orgel ist ein Werk von Friedrich Hermann Lütkemüller aus dem Jahr 1859 mit acht Registern auf einem Manual mit angehängtem Pedal, das im Jahr 2011 restauriert wurde.
Eine Gedenktafel im Vorraum der Kirche erinnert an das jüdische Landwerk Steckelsdorf, zwei weitere Tafeln erinnern an die Familie von Katte, welche das Kirchenpatronat innehatte.
Zwei in Berlin gefertigte Eisengussglocken bilden das Geläut der Kirche.